# Чемпионат мира по дзюдо 2022
35-й чемпионат мира по дзюдо прошёл с 6 по 13 октября 2022 года в столице Узбекистана Ташкенте. Соревнования прошли в зале Хумо Арены. Разыграно 15 комплектов наград. На этом чемпионате мира не принимали участие спортсмены из России и Белоруссии. В турнире приняло участие 571 спортсмен (310 мужчин и 261 женщина) из 82 стран мира.
Первоначально соревнования планировалось провести с 7 по 14 августа 2022 года.

## Расписание соревнований
Дано местное время (UTC+1).
| Дата       | Время               | Категория                        |
| ---------- | ------------------- | -------------------------------- |
| 6 октября  | 10:30 Финал — 17:00 | Мужчины, до 60 кг                |
| 6 октября  | 10:30 Финал — 17:00 | Женщины, до 48 кг                |
| 7 октября  | 10:30 Финал — 17:00 | Мужчины, до 66 кг                |
| 7 октября  | 10:30 Финал — 17:00 | Женщины, до 52 кг                |
| 8 октября  | 10:00 Финал — 17:00 | Мужчины, до 73 кг                |
| 8 октября  | 10:00 Финал — 17:00 | Женщины, до 57 кг                |
| 9 октября  | 10:00 Финал — 17:00 | Мужчины, до 81 кг                |
| 9 октября  | 10:00 Финал — 17:00 | Женщины, до 63 кг                |
| 10 октября | 10:00 Финал — 17:00 | Мужчины, до 90 кг                |
| 10 октября | 10:00 Финал — 17:00 | Женщины, до 70 кг                |
| 11 октября | 11:00 Финал — 17:00 | Мужчины, до 100 кг               |
| 11 октября | 11:00 Финал — 17:00 | Женщины, до 78 кг                |
| 12 октября | 11:00 Финал — 17:00 | Мужчины, свыше 100 кг            |
| 12 октября | 11:00 Финал — 17:00 | Женщины, свыше 78 кг             |
| 13 октября | 9:30                | Смешанные командные соревнования |

## Медалисты

### Мужчины
| Весовая категория | Золото                          | Серебро                      | Бронза                      |
| ----------------- | ------------------------------- | ---------------------------- | --------------------------- |
| До 60 кг          | Наохиса Такато Япония           | Ариунболд Энхтайван Монголия | Ян Юнвэй Тайвань            |
| До 60 кг          | Наохиса Такато Япония           | Ариунболд Энхтайван Монголия | Елдос Сметов Казахстан      |
| До 66 кг          | Хифуми Абэ Япония               | Дзёсиро Маруяма Япония       | Ан Ба Уль Южная Корея       |
| До 66 кг          | Хифуми Абэ Япония               | Дзёсиро Маруяма Япония       | Денис Виеру Молдавия        |
| До 73 кг          | Цэнд-Очирын Цогтбаатар Монголия | Соити Хасимото Япония        | Даниел Карнин Бразилия      |
| До 73 кг          | Цэнд-Очирын Цогтбаатар Монголия | Соити Хасимото Япония        | Хидаят Гейдаров Азербайджан |
| До 81 кг          | Тато Григалашвили Грузия        | Маттиас Кассе Бельгия        | Таканори Нагасэ Япония      |
| До 81 кг          | Тато Григалашвили Грузия        | Маттиас Кассе Бельгия        | Шамиль Борчашвили Австрия   |
| До 90 кг          | Давлат Бобонов Узбекистан       | Кристиан Парлати Италия      | Лука Майсурадзе Грузия      |
| До 90 кг          | Давлат Бобонов Узбекистан       | Кристиан Парлати Италия      | Лаша Бекаури Грузия         |
| До 100 кг         | Музаффарбек Туробоев Узбекистан | Кайл Рейес Канада            | Михаэль Коррел Нидерланды   |
| До 100 кг         | Музаффарбек Туробоев Узбекистан | Кайл Рейес Канада            | Зелим Коцоев Азербайджан    |
| Свыше 100 кг      | Энди Гранда Куба                | Тацури Саито Япония          | Гурам Тушишвили Грузия      |
| Свыше 100 кг      | Энди Гранда Куба                | Тацури Саито Япония          | Ким Минджон Южная Корея     |

### Женщины
| Весовая категория | Золото                 | Серебро                     | Бронза                             |
| ----------------- | ---------------------- | --------------------------- | ---------------------------------- |
| До 48 кг          | Нацуми Цунода Япония   | Катарина Менц Германия      | Ассунта Скутто Италия              |
| До 48 кг          | Нацуми Цунода Япония   | Катарина Менц Германия      | Абиба Абужакынова Казахстан        |
| До 52 кг          | Ута Абэ Япония         | Челси Джайлс Великобритания | Дистрия Красничи Республика Косово |
| До 52 кг          | Ута Абэ Япония         | Челси Джайлс Великобритания | Амандин Бюшар Франция              |
| До 57 кг          | Рафаэла Силва Бразилия | Харука Фунакубо Япония      | Джессика Климкейт Канада           |
| До 57 кг          | Рафаэла Силва Бразилия | Харука Фунакубо Япония      | Энхрийлэн Лхагватогоогийн Монголия |
| До 63 кг          | Мэгуми Хорикава Япония | Катрин Бошмен-Пинар Канада  | Манон Декстер Франция              |
| До 63 кг          | Мэгуми Хорикава Япония | Катрин Бошмен-Пинар Канада  | Барбара Тиму Португалия            |
| До 70 кг          | Барбара Матич Хорватия | Лара Цветко Хорватия        | Саки Нидзое Япония                 |
| До 70 кг          | Барбара Матич Хорватия | Лара Цветко Хорватия        | Санне Ван Дейк Нидерланды          |
| До 78 кг          | Майра Агиар Бразилия   | Ма Чжэньчжао Китай          | Елизавета Литвиненко Украина       |
| До 78 кг          | Майра Агиар Бразилия   | Ма Чжэньчжао Китай          | Беата Пацут Польша                 |
| Свыше 78 кг       | Романа Дикко Франция   | Беатрис Соза Бразилия       | Вакаба Томита Япония               |
| Свыше 78 кг       | Романа Дикко Франция   | Беатрис Соза Бразилия       | Юлия Толофуа Франция               |

### Командное первенство
| Дисциплина           | Золото | Серебро | Бронза   |
| -------------------- | --- | --- | -------- |
| Командное первенство | Япония · Харука Фунакубо · Кэнси Харада · Соити Хасимото · Мэгуми Хорикава · Косукэ Масияма · Саки Низое · Хюга Ота · Тацури Саито · Гоки Тадзима · Рури Такахаси · Момо Тамаоки · Вакаба Томита | Франция · Бенджамин Аксус · Амандин Бюшар · Сара-Леони Сизик · Романа Дикко · Жоан-Бенджамин Габа · Мари-Ив Гайе · Кенни Ливезе · Алексис Матье · Алекса Митрович · Марго Пино · Йозеф Терек · Юлия Толофуа | Германия |
| Командное первенство | Япония · Харука Фунакубо · Кэнси Харада · Соити Хасимото · Мэгуми Хорикава · Косукэ Масияма · Саки Низое · Хюга Ота · Тацури Саито · Гоки Тадзима · Рури Такахаси · Момо Тамаоки · Вакаба Томита | Франция · Бенджамин Аксус · Амандин Бюшар · Сара-Леони Сизик · Романа Дикко · Жоан-Бенджамин Габа · Мари-Ив Гайе · Кенни Ливезе · Алексис Матье · Алекса Митрович · Марго Пино · Йозеф Терек · Юлия Толофуа | Израиль  |

## Медальный зачёт
*   Принимающая страна (Узбекистан)
| Место           | Страна               | Золото | Серебро | Бронза | Всего |
| --------------- | -------------------- | ------ | ------- | ------ | ----- |
| 1               | Япония               | 6      | 4       | 3      | 13    |
| 2               | Бразилия             | 2      | 1       | 1      | 4     |
| 3               | Узбекистан*          | 2      | 0       | 0      | 2     |
| 4               | Франция              | 1      | 1       | 3      | 5     |
| 5               | Монголия             | 1      | 1       | 1      | 3     |
| 6               | Хорватия             | 1      | 1       | 0      | 2     |
| 7               | Грузия               | 1      | 0       | 3      | 4     |
| 8               | Куба                 | 1      | 0       | 0      | 1     |
| 9               | Канада               | 0      | 2       | 1      | 3     |
| 10              | Германия             | 0      | 1       | 1      | 2     |
| 10              | Италия               | 0      | 1       | 1      | 2     |
| 12              | Бельгия              | 0      | 1       | 0      | 1     |
| 12              | Великобритания       | 0      | 1       | 0      | 1     |
| 12              | Китай                | 0      | 1       | 0      | 1     |
| 15              | Азербайджан          | 0      | 0       | 2      | 2     |
| 15              | Казахстан            | 0      | 0       | 2      | 2     |
| 15              | Нидерланды           | 0      | 0       | 2      | 2     |
| 15              | Республика Корея     | 0      | 0       | 2      | 2     |
| 19              | Австрия              | 0      | 0       | 1      | 1     |
| 19              | Израиль              | 0      | 0       | 1      | 1     |
| 19              | Китайская Республика | 0      | 0       | 1      | 1     |
| 19              | Косово               | 0      | 0       | 1      | 1     |
| 19              | Молдова              | 0      | 0       | 1      | 1     |
| 19              | Польша               | 0      | 0       | 1      | 1     |
| 19              | Португалия           | 0      | 0       | 1      | 1     |
| 19              | Украина              | 0      | 0       | 1      | 1     |
| Всего стран: 26 | Всего стран: 26      | 15     | 15      | 30     | 60    |